# Château-des-Prés
Château-des-Prés is een plaats en voormalige gemeente in het Franse departement Jura in de regio Bourgogne-Franche-Comté en telt 172 inwoners (2005). De plaats maakt deel uit van het arrondissement Saint-Claude.

## Geschiedenis
Château-des-Prés is op 1 januari 2019 gefuseerd met de gemeente Grande-Rivière tot de gemeente Grande-Rivière Château. 

## Geografie
De oppervlakte van Château-des-Prés bedraagt 8,5 km², de bevolkingsdichtheid is 20,2 inwoners per km².
De onderstaande kaart toont de ligging van Château-des-Prés met de belangrijkste infrastructuur en aangrenzende gemeenten.

## Demografie
Onderstaande figuur toont het verloop van het inwonertal.